# Televisione in Albania
La televisione in Albania è stata lanciata nel 1960.

## Lista dei canali
- Pubblici nazionali: TVSH
- Nazionali privati: TV Klan, Top Channel
- Locali privati: ABC News, RTV SCAN, Ora News, Report TV, News 24, NTV, BBF, INTV
- Disponibili con la televisione satellitare: Albanian Screen, Vizion Plus
- Piattaforme televisive terrestri e via cavo: Digit-Alb, Tring Digital, SuperSport Albania
- Via cavo: Alfa Cable Television